# Brewster Knight

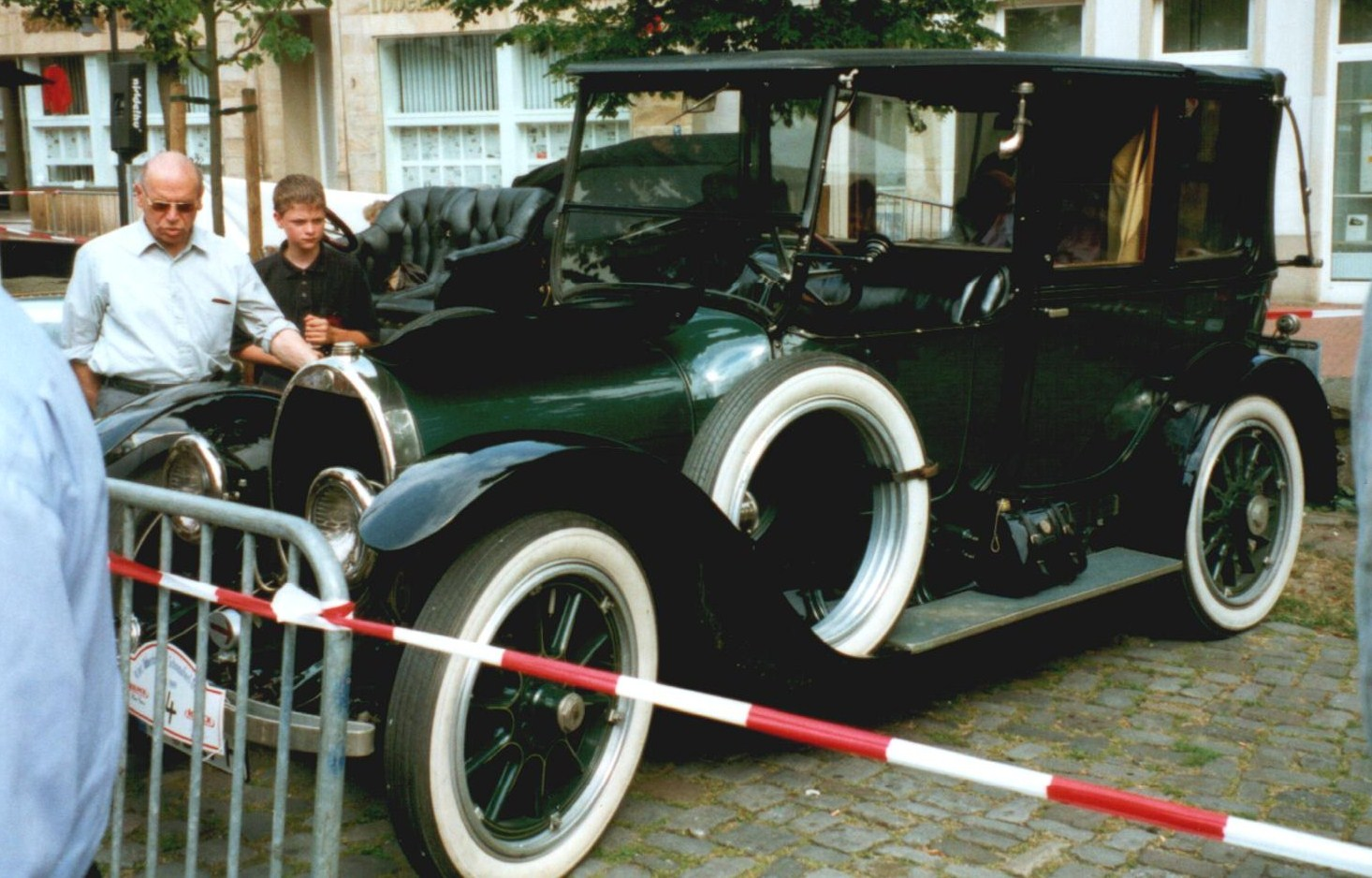
Brewster Knight Model 41 Landaulet von 1919

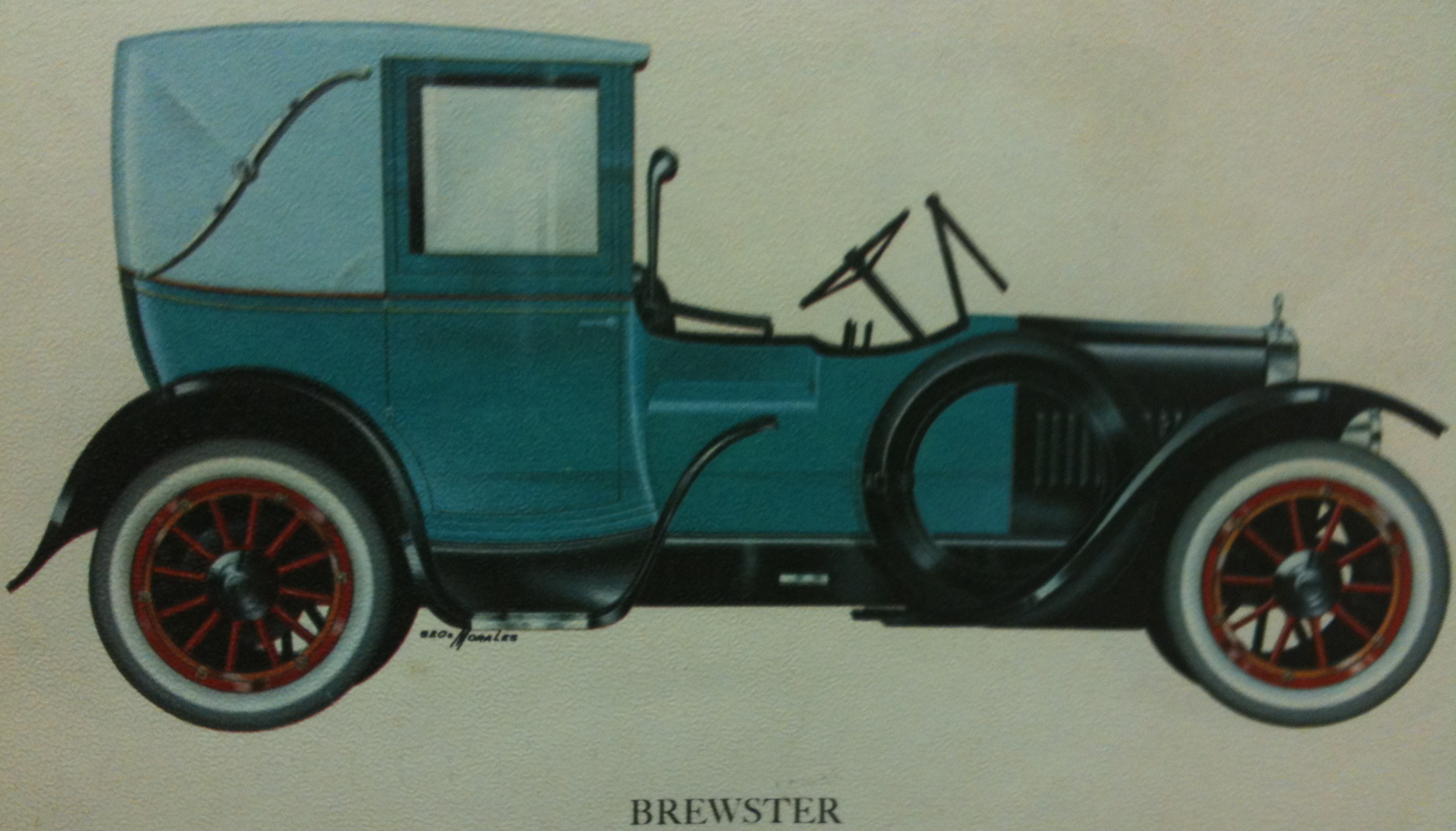
Brewster Knight von 1920

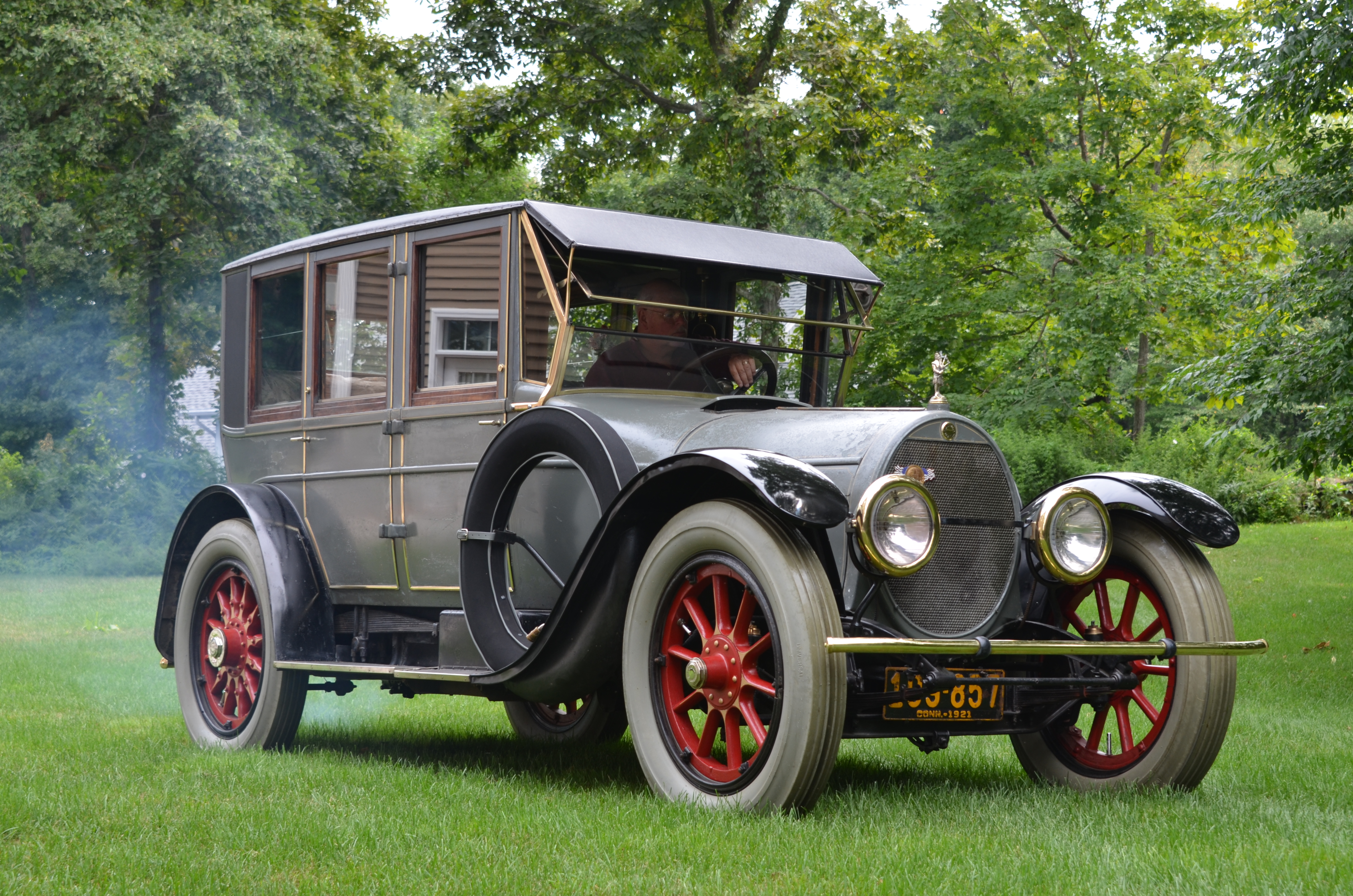
Brewster Knight von 1921

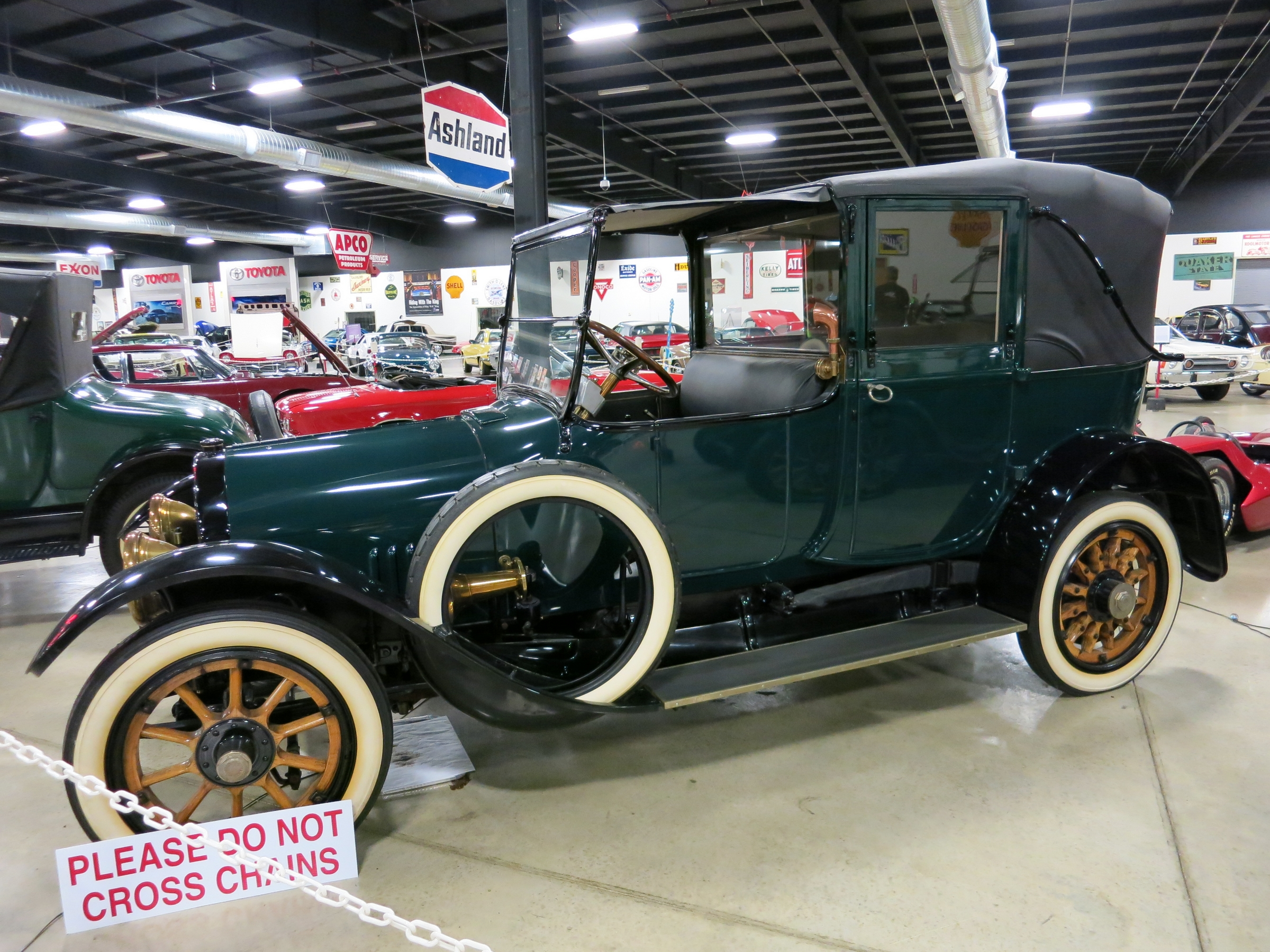
Brewster Knight von 1923

Brewster Knight ist die Bezeichnung einer Oberklasse-Automobilbaureihe, die in geringer Stückzahl und von Hand gefertigt wurde. Sie umfasste Model 41, Model 91 und Model 92 und wurde zwischen 1915 und 1925 vom ehemaligen US-amerikanischen Karosseriebauunternehmen Brewster & Co. zur Ergänzung des Sortiments angeboten.

## Beschreibung
Brewster war Karosseriehersteller seit 1896. Mit dem Ausbruch des Ersten Weltkriegs und verstärkt nach dem Kriegseintritt der Vereinigten Staaten bekam Brewster Probleme, für die teilweise vorgefertigten Karosserien genügend Fahrgestelle zu erhalten. Um sich den größtmöglichen Einfluss auf die Qualität zu sichern, setzte man auf ein eigenes Fahrgestell. Brewster stellte praktisch alle Komponenten des neuen Fahrzeugs selber her.

## Modellgeschichte
Brewster entwickelte das Fahrzeug ab etwa 1914.
Anfang 1915 war der Prototyp bereit. Er kam noch im gleichen Jahr für das Modelljahr 1916 auf den Markt. Er erhielt einen ovalen, annähernd runden Kühler, ähnlich jenem an einigen Modellen von Delaunay-Belleville, Chenard & Walcker, Grégoire oder Hotchkiss. Durch den kurzen Radstand und die kurze Motorhaube wirkt das Fahrzeug gedrungen. Auch wenn die verschiedenen Modellbezeichnungen darauf hinzudeuten scheinen, erfuhr es danach kaum noch technische Veränderungen und die Modellpflege beschränkte sich auf Anpassungen im Angebot der jährlich wechselnden Aufbauten und auf kleine Retuschen an den Karosserien.
Die Karosserien waren wie gewohnt von höchster Qualität. Im Einführungsjahr standen acht Aufbauten aus einem Prospekt zur Auswahl, wobei Brewster selbstverständlich auch Einzelanfertigungen ermöglichte. Diese Auswahl änderte sich jährlich. Unter den Katalogmodellen gab es sowohl moderne Phaeton, Roadster und Limousinen wie auch sehr konservative Aufbauten wie der Town Brougham oder das Town Landaulet.
Typisch für Brewster-Karosserien ist der Verzicht auf auffällige Details, die zurückhaltende Anwendung von blanken Zierteilen und innen der Verzicht auf aufwendige Schnitzereien. Die Fahrzeuge waren gedacht für Kunden, die nicht auf den Preis schauten und ein zurückhaltendes, diskretes Auto wünschten, das sie oft auch selber fuhren. So waren die typischen Farben schwarz, grau mit schwarzen Akzenten und grün mit schwarzen Kotflügeln.
Zwischen 1915 (Modelljahr 1916) und 1925 entstanden die folgenden Modelle:
- 1915–1920: Brewster Knight Model 41
- 1921–1922: Brewster Knight Model 91[1]
- 1923–1925: Brewster Knight Model 92[1]

## Technik
Technisch war der Wagen unauffällig, einzig sein Vierzylinder-Schiebermotor System Knight wich etwas von der Norm ab. ohne dass ihm dies zu einem technischen Exoten gemacht hätte.
Der wassergekühlte Motor hat 4530 cm³ Hubraum aus 4 Zoll (101,6 mm) Bohrung und 5,5 Zoll (139,7 mm) Hub.  Die Kurbelwelle ist dreifach gelagert. Jeder Zylinder hat zwei der namengebenden Schieberventile. Aus der Bohrung von 4 Zoll ergibt sich ein N.A.C.C.-Rating von 25,6 h.p. Die effektive Leistung wird je nach Quelle mit 53, 54, 58 und 60 bhp angegeben.

### Kraftübertragung
Das Fahrzeug hat den Motor konventionell vorn längs eingebaut und Hinterradantrieb. Das Fahrzeug hat eine Zweischeiben-Lederkonuskupplung. Das Getriebe hat zeittypisch drei Vorwärts- und einen Rückwärtsgang, alle unsynchronisiert.

### Fahrgestell und Aufhängung
Der Wagen erhielt einen massiven Leiterrahmen. Brewster verwendete dafür ein Layout, das an eine etwas verkleinerten Rolls-Royce erinnert.
Der Radstand beträgt 125 Zoll (3175 mm). Die damit relativ kurzen Fahrzeuge waren besonders für den Stadtverkehr gedacht. Die Spurweite wies die in den USA üblichen 56 Zoll (1422 mm) auf.

### Karosserien
Frühe Exemplare hatten mit Leder bespannte Kotflügel.
Nachstehend das Karosserieangebot in den einzelnen Modelljahren:
- 1916 Town Car, Tourenwagen, Runabout, Limousine, Coupé, Sedan
- 1917 Town Brougham, Converted Brougham, Glass-Quarter Brougham, Town Landaulet, Failing Front Landaulet, Touren-Landaulet, Limousine, Enclosed-Drive Limousine, Open Phaeton, Club Runabout, Landaulet Runabout
- 1918 Country Brougham, Open Phaeton, Town Brougham, Town Landaulet, Enclosed Drive, Limousine, Runabout
- 1919 Country Brougham, Open Phaeton, Town Brougham, Town Landaulet, Touren-Landaulet, Enclosed Drive, Limousine, Runabout
- 1920 Club Runabout, Limousine, Town Brougham, Country Brougham, Enclosed Drive, Round Corner Landaulet, Town Landaulet
- 1921 Club Runabout, Open Phaeton, Double Enclosed Drive, Town Brougham, Glass Quarter Brougham, Landaulet
- 1922 Tourenwagen, Double Enclosed Drive, Limousine, Town Brougham, Club Runabout, Glass Quarter Brougham, Town Landaulet, Cabriolet
- 1923 Tourenwagen, Club Runabour, Town Landaulet, Limousine, Double Enclosed Drive, Glass Quarter Brougham, Town Brougham, Cabriolet
- 1924 Runabout, Tourenwagen, Double Enclosed Drive, Town Landaulet, Limousine, Glass Quarter Brougham, Town Brougham
- 1925 Double Enclosed Drive, Glass Quarter Brougham, Town Brougham, Limousine, Town Landaulet

## Brewster Knight heute
- 13 Fahrzeuge dieser Baureihe existieren noch.[8]
- Einer der ältesten erhaltenen Wagen steht im Henry Ford Museum in Dearborn.[9]
- Ein Town Landaulet ist im William E. Swigart, Jr Automobile Museum in Huntingdon (Pennsylvania) ausgestellt.[10]